# William Dickson
William Forster Dickson GCB, KBE DSO, AFC (ur. 24 września 1898 w Northwood, zm. 12 września 1987 w Wroughton), brytyjski wojskowy, marszałek RAF.

## Życiorys
Wykształcenie odebrał w Bowden House w Seaford oraz w Haileybury College. W 1916 r. wstąpił do Royal Naval Air Service. Brał udział w wielu operacjach powietrznych podczas I wojny światowej. W 1918 r. wstąpił do nowo utworzonego RAF-u. Za służbę został odznaczony Krzyżem Sił Powietrznych. Przez trzy lata pracował w ministerstwie lotnictwa. Następnie został pilotem w 56 szwadronie z bazą w Biggin Hill. Po pobycie w Indiach otrzymał dowództwo nad 25 szwadronem w 1935 r. Po wybuchu II wojny światowej został członkiem Dyrekcji Planowania.
W 1942 r. został dowódcą 9 Grupy RAF, a następnie grupy 10. W 1943 r. został dowódcą 83 Grupy, a w 1944 r. otrzymał dowodzenie nad Desert Air Force. Do Wielkiej Brytanii powrócił pod koniec 1944 r. i został asystentem szefa Sztabu Lotnictwa. W 1946 r. został wiceszefem Sztabu Lotnictwa. W 1948 r. wyjechał na Bliski Wschód, gdzie został naczelnym dowódcą RAF-u na Bliskim Wschodzie i w rejonie Morza Śródziemnego. W 1950 r. został członkiem rady zaopatrzenia i organizacji lotnictwa. W 1952 r. reprezentował Radę Lotnictwa na pogrzebie króla Jerzego VI. W 1953 r. został szefem Sztabu Lotnictwa, a w 1956 r. pierwszym szefem Sztabu Obrony. Był nim do 1959 r., kiedy to odszedł na emeryturę. Pracował dla różnych organizacji dobroczynnych. Zmarł szpitalu RAF w Wroughton w 1987 r.
Był kawalerem wielu orderów. 21 września 1918 r. otrzymał Distinghuished Service Order. 4 czerwca 1934 r. został oficerem Orderem Imperium Brytyjskiego. 5 lipca 1945 r. został komandorem tego orderu, a 1 stycznia 1946 r. Krzyżem Komandorskim. 11 czerwca 1942 r. otrzymał Order Łaźni, 1 stycznia 1952 r. Krzyż Komandorski, a 1 stycznia 1953 r. Krzyż Wielki tego orderu.